# Lewin Fitzhamon
Lewin Fitzhamon (Aldingham, 5 giugno 1869 – Regno Unito, 10 ottobre 1961) è stato un regista, attore e sceneggiatore britannico.
Era chiamato familiarmente Fitz.

## Biografia
Nato in Cumbria, ad Aldingham, Fitzhamon comincia la sua carriera artistica lavorando nel music hall. Nel 1900, inizia la sua collaborazione con Robert W. Paul, pioniere del cinema britannico, per cui dirige o interpreta alcuni film. Quando, nel 1904, Percy Stow lascia libero il suo posto a fianco di Cecil M. Hepworth per fondare una propria compagnia di produzione, Fitzhamon lo sostituisce alla Hepworth dove lavorerà nei seguenti otto anni. Con una scadenza di due film al mese, gira, scrive e, qualche volta interpreta, centinaia di film.
Nel 1912, lascia la Hepworth per fondare anche lui una propria casa di produzione, la Fitz Films. Ma non ha un grande successo, tanto che è costretto a lavorare per altri produttori prima di lasciare definitivamente il mondo del cinema nel 1914.
Fitzhamon, oltre a collaborare con suoi scritti comici per alcune riviste popolari, scrisse due romanzi: nel 1904 The Rival Millionaires e, nel 1915, The Vixen.

## Filmografia

### Regista
- Briton vs. Boer
- His Mother's Portrait; or, The Soldier's Vision
- The Punter's Mishap
- Two Leap Year Proposals (1904)
- The Parson's Cookery Lesson (1904)
- After the 'Oliday (1904)
- The Stolen Puppy (1904)
- The Haunted Oak (1904)
- The Coster's Wedding (1904)
- The Great Servant Question (1904)
- A Rough Time for the Broker (1904)
- The Slavey's Dream (1904)
- The Honeymoon: First, Second and Third Class (1904)
- When the Sleeper Wakes (1904)
- The Press Illustrated (1904)
- The Bewitched Traveller, co-regia Cecil M. Hepworth (1904)
- The Lover's Crime (1904)
- A Cheap Boot Store (1904)
- The Spoilt Child (1904)
- The Confidence Trick (1904)
- The Nigger Boy's Revenge (1904)
- Decoyed (1904)
- An Englishman's Trip to Paris from London (1904)
- A Race for a Kiss (1904)
- Don't Interfere witha Coalheaver (1904)
- Lady Plumpton's Motor Car (1904)
- His Superior Officer (1904)
- Won by Strategy (1904)
- A Den of Thieves (1904)
- The Lover's Ruse (1904)
- The Story of Two Christmasses (1904)
- For the Hand of a Princess (1904)

- Lost, Stolen or Strayed (1905)

- The Death of Nelson (1905)

- Rescued by Rover co-regia Cecil M. Hepworth  (1905)

- The Tramp's Dream (1906)
- The Rivals (1906)
- The Best Little Girl in the World (1906)
- A Tragedy of the Sawmills (1906)
- A Peasant Girl's Revenge (1906)
- Black Beauty (1906)
- A Cure for Lumbago (1906)
- Cupid and the Widow (1906)
- A Poet and His Babies (1906)
- The Kidnapper and the Child (1906)
- In the Summer Time (1906)
- Dick Turpin's Ride to York (1906)

- The Valet Who Stole the Tobacco (1906)
- The Pirate Ship (1906)
- An Episode of the Derby (1906)
- The Squatter's Daughter (1906)
- The Pill Maker's Mistake (1906)
- The Burglar and the Cat (1906)
- His Daughter and His Gold (1906)
- When Jenkins Washed Up (1906)
- Black Beauty (1906)
- The Fatal Leap (1906)
- The Burglar and the Judge (1906)
- Our New Policeman (1906)
- The Lucky Necklace (1906)
- The Brigands (1906)
- Just in Time (1906)
- A Grandchild's Devotion (1906)
- After the Matinee (1906)
- The Magic Ring (1906)
- The Jerry-Built House (1906)
- The Doll Maker's Daughter (1906)
- Little Meg and the Wonderful Lamp (1906)
- Harlequinade (1906)

- The Love Token (1908)
- The Farmer's Daughter (1910)
- The Sheriff's Daughter (1910)
- The Three Lovers (1911)
- Harry the Footballer (1911)
- The Mermaid (1912)
- The Lost Will (1912)
- Her Only Pal (1912)
- Children of the Forest (1912)
- A Day in London (1912)
- The Copper's Revenge (1912)
- A Village Scandal (1912)

### Sceneggiatore
- Children of the Forest, regia di Lewin Fitzhamon (1912)

### Attore
- A Peasant Girl's Revenge, regia di Lewin Fitzhamon (1906)
- Black Beauty, regia di Lewin Fitzhamon (1906)